# Павеза

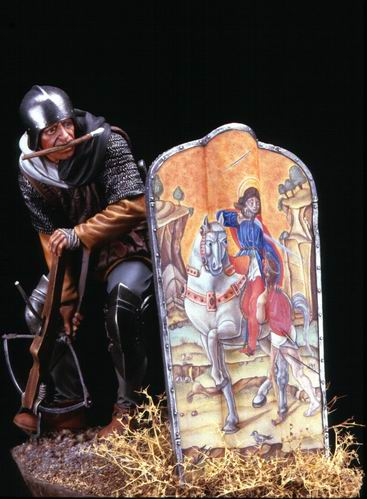
Арбалетник перезаряджає зброю під захистом павези

Паве́за (нім. Pavese, італ. pavese, фр. pavois) — різновид важкого щита, у формі близькій до чотирикутника, висота якого могла сягати плечей воїна. Відмінністю щита була вертикальна опуклість по його середині. Застосовувались у ХІІІ-XVI ст. до початку широкого застосування вогнепальної зброї. Широко використовувались в час Гуситських війн.
Павези першими почали вживати арбалетчики найманого війська італійського міста Павії. Особливо ефективними ці засоби були при облозі міст. Наприкінці ХІІІ ст. павези набули поширення на землях Пруссії, звідки поширились до Литви, Мазовії, Галицько-волинського князівства.
Павеза виготовлялась з дерева, покритого зовні металом чи шкірою, які розмальовували. Великі павези крім ременя для переноски мали посередині скобу (руків'я) для двох рук, внизу шип для закріплення у землі та підпорки. Великі облогові павези мали ширину до 1 м при висоті до 2 м та використовувались для захисту арбалетників в час перезаряджання зброї. У верхній частині павези могли мати проріз (візир) для стрільби з арбалета, вогнепальної зброї. Воїни, переважно арбалетники, носили павезу на спині для захисту тіла від ворожого обстрілу. Вершники використовували менші за розміром павези з прорізом для списа. Також павези менших розмірів застосовували піхотинці (ширина 0,5-0,7 м при висоті 1-1,5 м).

## Галерея

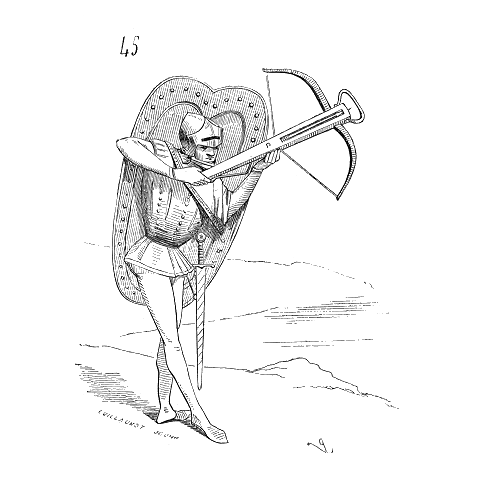
Арбалетник несе павезу на спині для захисту
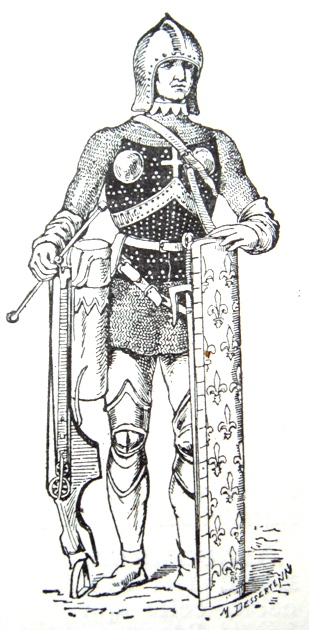
Французький арбалетник XIV ст. з павезою
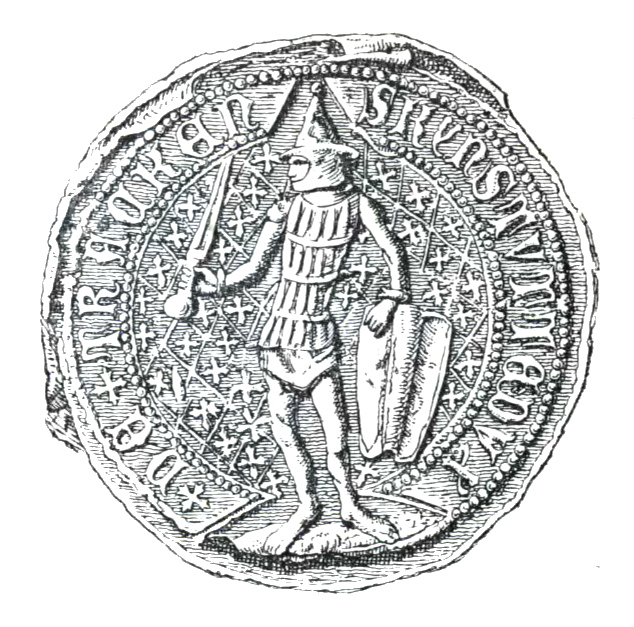
Печатка литовського князя Кейстута з павезою. 1379 рік
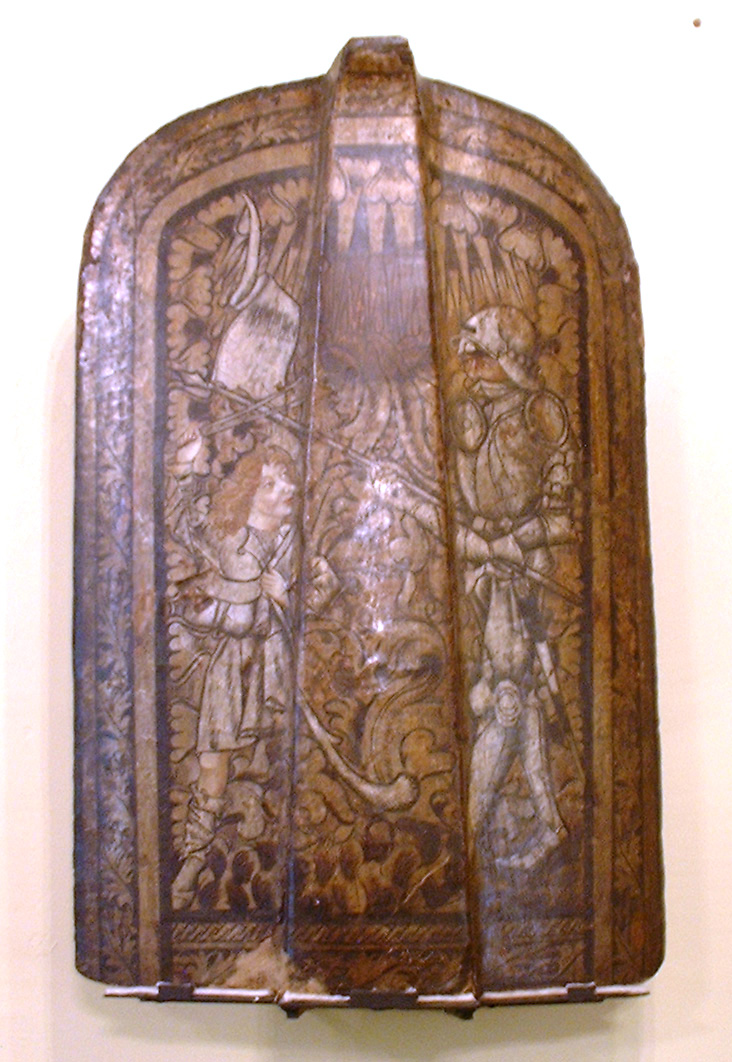
Павеза
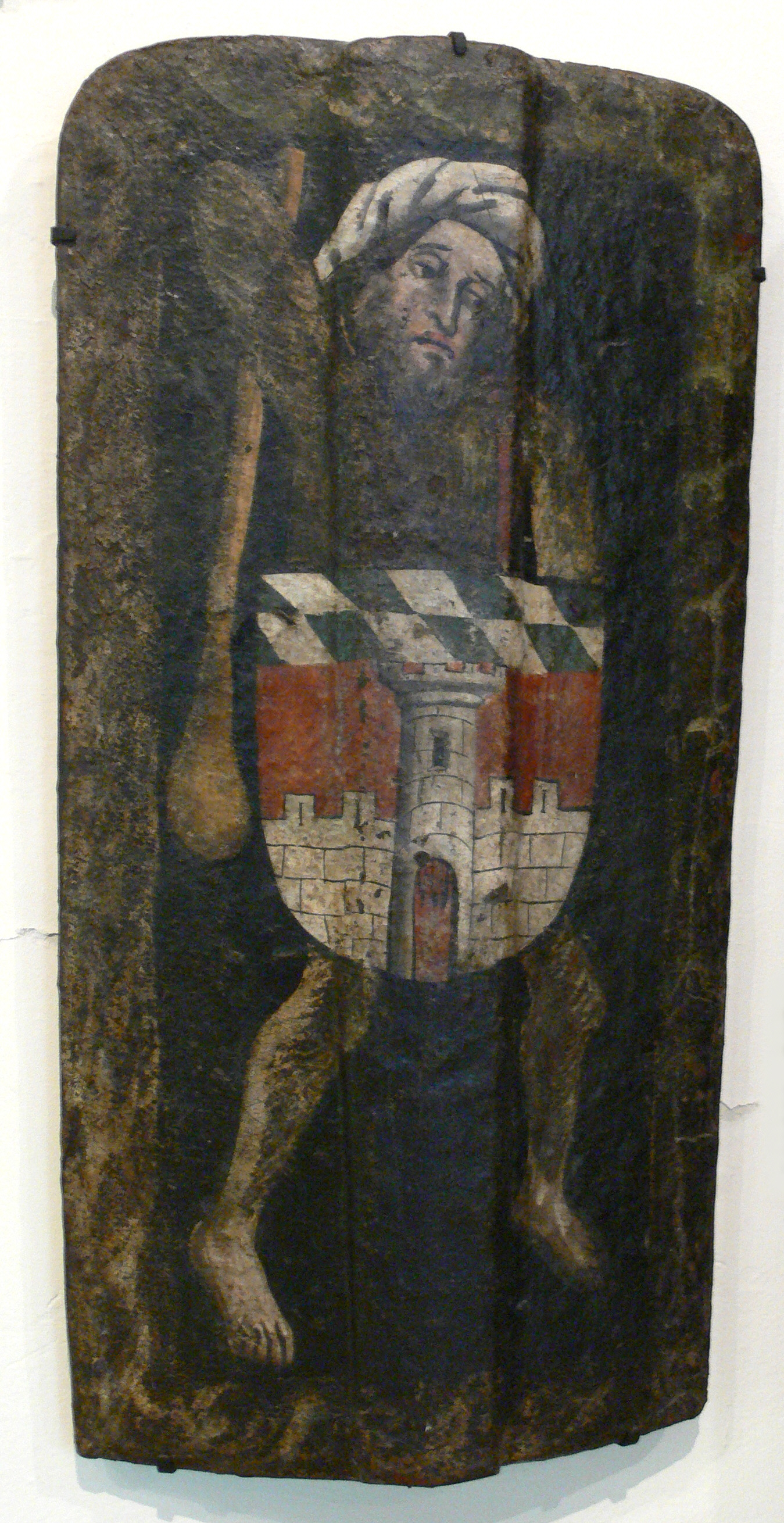
Німецька павеза 1450 року
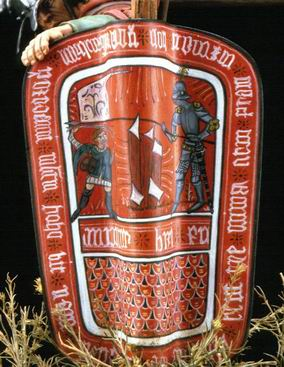
Гуситська павеза 1429 року